# Todd County (Minnesota)
Todd County is een county in de Amerikaanse staat Minnesota.
De county heeft een landoppervlakte van 2.440 km² en telt 24.426 inwoners (volkstelling 2000). De hoofdplaats is Long Prairie.

## Bevolkingsontwikkeling

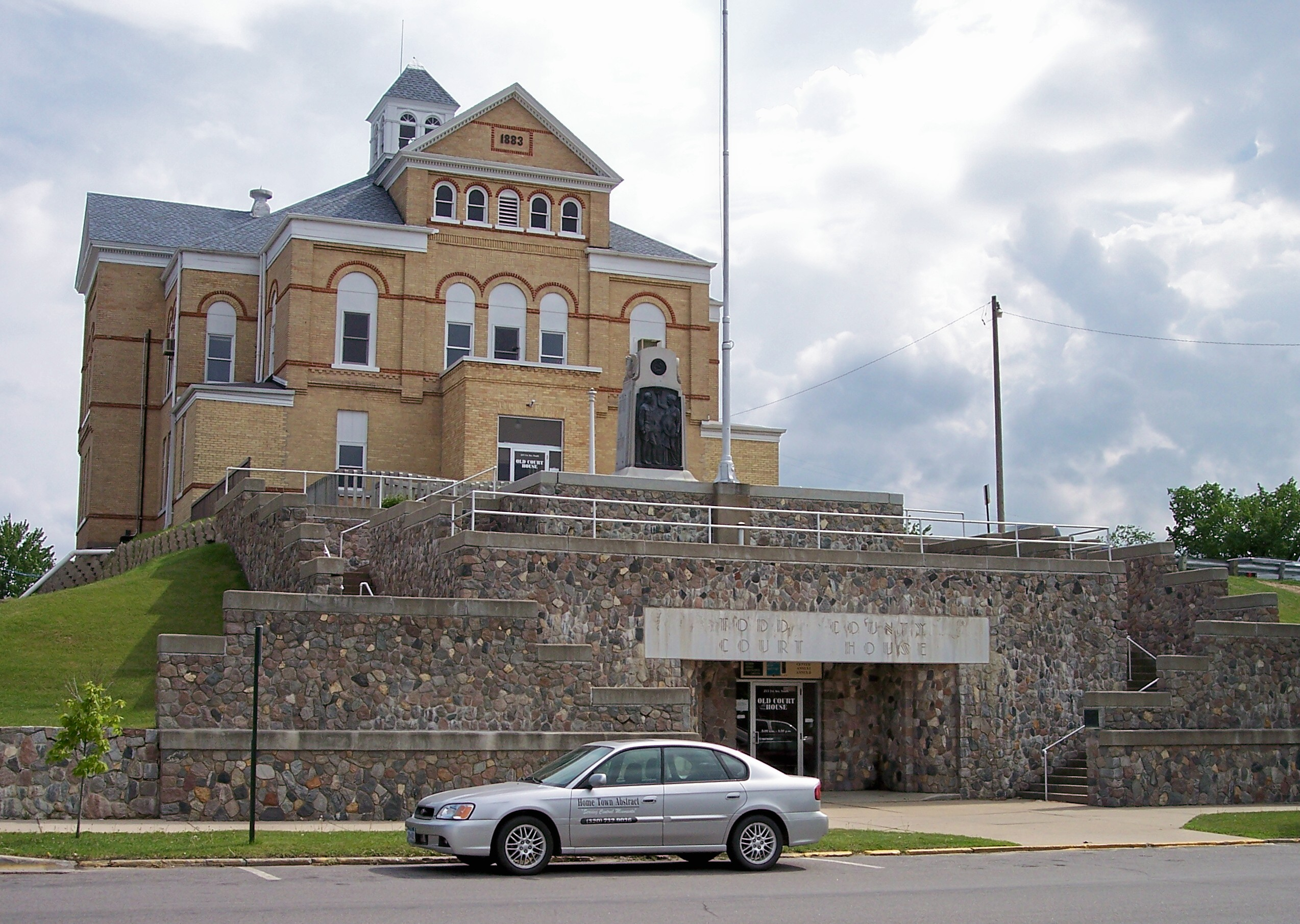
Todd County Courthouse